# ديفيد كورينسويت
ديفيد كورينسويت هو ممثل أمريكي ولد في 8 يوليو 1993. بعد تخرجه من جوليارد في عام 2016، بدأ في الظهور كضيف في مسلسلات تلفزيونية، بما في ذلك 'بيت البطاقات' في عام 2018. لعب أدوارًا رئيسية في مسلسل نتفليكس السياسي (2019-2020) وهوليوود (2020)، وكلاهما من تأليف رايان مورفي. في عام 2022 ظهر في فيلمي انظر إلى كلا الاتجاهين وبيرل والمسلسل القصير نحن نملك هذه المدينة على HBO. في عام 2024 ظهر بأدوار مساعدة في فيلم الأعاصير والمسلسل القصير السيدة في البحيرة. سيشارك ديفيد في بطولة فيلم سوبرمان القادم صيف 2025 بالدور الرئيسي.

## أعمال

### أفلام
| السنة | العنوان                | الدور             | ملاحظات              |
| ----- | ---------------------- | ----------------- | -------------------- |
| 2018  | علاقات الدولة          | مايكل لوسون       |                      |
| 2019  | ليلة مشمسة             | سكوت غلين         |                      |
| 2022  | انظر إلى كلا الاتجاهين | جيك               |                      |
| 2022  | بيرل                   | عارض الأفلام      |                      |
| 2024  | أعظم الاعمال           | ماكس              |                      |
| 2024  | الأعاصير               | سكوت              |                      |
| 2025  | سوبرمان                | كلارك كنت/سوبرمان | مرحلة ما بعد الانتاج |

### مسلسلات
| السنة     | العنوان              | الدور          | ملاحظات                 |
| --------- | -------------------- | -------------- | ----------------------- |
| 2014–2018 | موي وجيريويذر        | جيريويذر       | 17 حلقة; أيضاً منتح      |
| 2015      | اختيار سيء واحد      | ريجي شو        | الحلقة: "ريجي شو"       |
| 2017      | ابتدائي              | هيوستن سبيفي   | الحلقة: "حرارة عالية"   |
| 2018      | غريزة                | سبنسر بايمور   | الحلقة: "مباشر"         |
| 2018      | بيت البطاقات         | ريد            | الحلقة: "فصل 77"        |
| 2019–2020 | السياسي              | نهر باركلي     | 11 حلقة                 |
| 2020      | هوليوود              | جاك كاستيلو    | مسلسل قصير، 7 حلقات     |
| 2020      | العمل من أجل قضية    | روميو          | الحلقة: "روميو وجولييت" |
| 2022      | نحن نملك هذه المدينة | ديفيد ماكدوجال | مسلسل قصير، 6 حلقات     |
| 2024      | سيدة في البحيرة      | آلان دورست     | مسلسل قصير، 4 حلقات     |

## روابط خارجية
- ديفيد كورينسويت على موقع IMDb (الإنجليزية)
- ديفيد كورينسويت على موقع روتن توميتوز (الإنجليزية)
- ديفيد كورينسويت على موقع ألو سيني (الفرنسية)
- ديفيد كورينسويت على موقع أول موفي (الإنجليزية)
- ديفيد كورينسويت على موقع قاعدة بيانات الفيلم (الإنجليزية)